# Batėgala
Batėgala är en ort i Litauen. Den ligger i den centrala delen av landet, 80 km nordväst om huvudstaden Vilnius. Batėgala ligger 94 meter över havet och antalet invånare är 419.
Terrängen runt Batėgala är huvudsakligen platt. Batėgala ligger uppe på en höjd. Runt Batėgala är det ganska glesbefolkat, med 48 invånare per kvadratkilometer. Närmaste större samhälle är Dainava, 17,7 km sydväst om Batėgala. I omgivningarna runt Batėgala växer i huvudsak blandskog.